# Yuliya Bichyk
Yuliya Bichyk est une rameuse biélorusse née le 1er avril 1983 à Minsk.

## Biographie
En 2004 à Athènes et en 2008 à Pékin, elle constitue avec Natallia Helakh le deux sans barreur biélorusse médaillé de bronze olympique. 

## Palmarès

### Jeux olympiques
- Jeux olympiques d'été de 2004 à Athènes
  -  Médaille de bronze en deux sans barreur
- Jeux olympiques d'été de 2008 à Pékin
  -  Médaille de bronze en deux sans barreur

### Championnats du monde
- Championnats du monde d'aviron 1999 à Saint Catharines
  -  Médaille d'or en quatre sans barreur
- Championnats du monde d'aviron 2001 à Lucerne
  -  Médaille d'argent en deux sans barreur
- Championnats du monde d'aviron 2002 à Séville
  -  Médaille de bronze en deux sans barreur
- Championnats du monde d'aviron 2003 à Milan
  -  Médaille d'argent en deux sans barreur
- Championnats du monde d'aviron 2007 à Munich
  -  Médaille d'or en deux sans barreur
- Championnats du monde d'aviron 2008 à Linz
  -  Médaille d'or en quatre sans barreur
- Championnats du monde d'aviron 2013 à Chungju
  -  Médaille de bronze en deux de couple

### Championnats d'Europe
- Championnats d'Europe d'aviron 2008 à Marathon
  -  Médaille de bronze en huit
- Championnats d'Europe d'aviron 2011 à Plovdiv
  -  Médaille d'argent en deux sans barreur
  -  Médaille d'argent en huit
- Championnats d'Europe d'aviron 2014 à Belgrade
  -  Médaille d'or en quatre de couple